# Càsols d'Erau
Càsols d'Eraur (en francès Cazouls-d'Hérault) és un municipi occità del Llenguadoc, situat al departament de l'Erau i a la regió d'Occitània.